# La figlia un po' speciale di Babbo Natale
La figlia un po' speciale di Babbo Natale (Santa Baby) è un film commedia statunitense, realizzato per la televisione nel 2006 e distribuito dalla ABC Family, diretto da Ron Underwood e con protagonista Jenny McCarthy. Nel cast anche Ivan Sergei, Kandyse McClure e George Wendt.
Il titolo originale del film, Santa Baby, ricorda l'omonima canzone natalizia lanciata nel 1953 da Eartha Kitt. Nel film, il brano è stato inserito nella versione di Kylie Minogue.
Il film è stato girato a Calgary, in Canada.

## Trama
Babbo Natale si ammala in prossimità delle festività natalizie e sua figlia, la manager Mary Class, alias Mary Claus è costretta a sostituirlo nella consegna dei regali. Per questo motivo, deve immediatamente partire per il Polo Nord.

## Colonna sonora
Nel film sono state inserite le seguenti canzoni natalizie:
- The Man With the Toys - Brian Wilson
- Jingle Bell Rock - Bobby Helms
- Merry Xmas Everybody - Slade
- Santa Baby - Kylie Minogue

## Sequel
Il film ha avuto un sequel nel 2009, il cui titolo in italiano è Santa Baby - Natale in pericolo (in lingua originale: Santa Baby 2: Christmas Maybe).